# Espirdo
Espirdo – gmina w Hiszpanii, w prowincji Segowia, w Kastylii i León, o powierzchni 26,01 km². W 2011 roku gmina liczyła 1051 mieszkańców.